# 日凌
日凌，是在春分和秋分太阳穿过地球赤道上空的现象。当此现象发生时，太阳电磁辐射会对地球同步卫星的通讯造成影响，因为地球同步卫星只能定点在赤道上空。受到電磁輻射的影響，透過衛星轉播的電視訊號會受到干擾，令訊號不能接收而出現黑屏，又或訊號受干擾而出現雪花。
在北半球，日凌期一般在春分前的二、三月或秋分後的九、十月發生；而在南半球，日凌期在春分後的三月或秋分前的九月發生。在這段期間，太陽、通訊衛星與地球的接收點連成一線。由於太陽輻射對整個射電頻譜均會影響，包括用於衛星通訊的微波波段（C波段、Ku波段和Ka波段）。視乎輻射的強度，可能會增加訊號的錯誤比率，甚或使整段訊號不能解讀。干擾的時間視乎輻射的強度和持續時間，從12分鐘到數天不等。影響日期在春分及秋分點的前後各一個月之內。

## 相关资料
- 超高频